# Ferreira Gomes
Ferreira Gomes, amtlich portugiesisch Município de Ferreira Gomes, ist eine Gemeinde im brasilianischen Bundesstaat Amapá. Die Bevölkerungszahl wurde 2024 auf 7145 Einwohner geschätzt, die auf einer Gemeindefläche von rund 4973,9 km² leben und Ferreirenser (ferreirenses) genannt werden. Sie steht an 12. Stelle der 16 Munizips des Bundesstaates. Die Entfernung zur Hauptstadt Macapá beträgt rund 140 km.

## Geographie
Umliegende Gemeinden sind Pracuúba, Tartarugalzinho, Cutias, Macapá, Porto Grande und Serra do Navio.
Die Gemeinde hat tropisches Klima, Am nach der Klimaklassifikation nach Köppen und Geiger. Die Durchschnittstemperatur ist 26,8 °C. Die durchschnittliche Niederschlagsmenge liegt bei 2189 mm im Jahr.

## Bevölkerung
Von den laut der Volkszählung im Jahr 2010 5802 Einwohnern lebten 1627 im ländlichen Raum und 4175, rund 72 %, im urban bebauten Ortsbereich. Rechnerisch ergibt sich eine Bevölkerungsdichte von 1,2 Einwohnern pro km². Rund 37,9 % der Bevölkerung waren 2010 Kinder und Jugendliche bis 15 Jahre.
| Jahr | Einwohner |
| 1991 | 1.949     |
| 2000 | 3.562     |
| 2010 | 5.802     |
| 2022 | 6.666     |
| 2024 | 7.145     |
| Hier fehlt eine Grafik, die leider im Moment aus technischen Gründen nicht angezeigt werden kann. Wir arbeiten daran! |           |

## Ethnische Zusammensetzung
Ethnische Gruppen nach der statistischen Einteilung des IBGE (Stand 2010 mit 5802 Einwohnern):
| Gruppe    | Anteil (2010) | Anmerkung                        |
| --------- | ------------- | -------------------------------- |
| Brancos   | 1.043         | Weiße, Nachfahren von Europäern  |
| Pardos    | 3.874         | Mischrassige, Mulatten, Mestizen |
| Pretos    | 858           | Schwarze                         |
| Amarelos  | 17            | Asiaten                          |
| Indígenas | 7             | indigene Bevölkerung             |